# Хендрик Фервурд
Хендрик Френс Фервурд (на нидерландски и на африкаанс: Hendrik Frensch Verwoerd, Амстердам, 8 септември 1901 – Кейптаун, 6 септември 1966) е южноафрикански социолог и политик, един от архитектите на политиката на апартейд.

## Биография
Фервурд е единственият високопоставен политик от епохата на апартейда, който не е родом от Южна Африка. Роден на 8 септември 1901 г. в Амстердам, Нидерландия, той още като дете напуска родината. Баща му първоначално е търговец в Южна Африка, по-късно служи като мисионер на Нидерландската реформаторска църква в Родезия. Хендрик завършва философия и психология, известно време е доцент в университета Стеленбос, по-късно (1926 – 1927) продължава образованието си в Германия.

## Възгледи и политика
По време на пребиваването си в Германия Фервурд е силно повлиян от националсоциалистическите възгледи в тогавашна Германия. В битието си на професор по приложна психология в университета Стеленбос застъпва тезата, че отделните етноси и раси на Южна Африка трябва да се развиват отделно и да не се смесват. От 1935 – 1936 г. организира конференции по проблемите на белия пролетариат в Южна Африка. През 1937 г. Фервурд става главен редактор на издавания от Националната партия вестник „Трансвалер“. Вестникът става изразител на бурския национализъм, а в годините на Втората световна война симпатизира на Третия райх. Последното настройва голяма част от англоговорещите жители на Южна Африка срещу него.
След изборната победа на Националната партия през 1948 г. Фервурд става член на кабинета на Малан като министър по въпросите на туземното население. В тази си роля засилва ролята на вождовете на местните племена като същевременно намалява правата на членовете на същите племена които работят в градовете.
След убедителната изборна победа на Националната партия през 1958 г. Фервурд оглавява правителството. Това му позволява да усили още повече политиката на расово разделение. Прокарва така наречената политика за създаване на бантустани, един вид резервати за чернокожото население, които привидно имитират независимост за местното население в определени от бялото малцинство райони. Така водената политика на лишаване на черното население, особено на това което обитава големите градове води до избухването на първите вълнения срещу политиката на апартейд.
През 1960 г. Фервурд става обект на неуспешен опит за покушение. На 6 септември 1966 г. е убит в сградата на парламента в Кейптаун от Демитриус Цафендас, син на грък и мозамбикчанка, който по расовите закони на страната е класифициран като мелез. Впоследствие убиецът е обявен за душевно болен.